# Spadola
Spadola là một đô thị ở tỉnh Vibo Valentia trong vùng Calabria, có cự ly khoảng 40 km về phía tây namcủa Catanzaro và khoảng 25 km về phía đông nam của Vibo Valentia. Tại thời điểm ngày 31 tháng 12 năm 2004, đô thị này có dân số 813 người và diện tích là 9,6 km².
Spadola giáp các đô thị: Brognaturo, Gerocarne, Serra San Bruno, Simbario, Sorianello, Stilo.